# Philippe-François-Joseph Le Bas
Philippe-François-Joseph Le Bas či Lebas (4. listopadu 1764, Frévent – 28. července 1794, Paříž) byl francouzský revolucionář a politik, poslanec Národního konventu. Profesí byl právník, který nejprve pracoval státní zástupce v Saint-Pol v departementu Pas-de-Calais. Byl také zaměstnán jako reprezentant na misi.

## Životopis
V Konventu patřil Le Bas k Hoře a byl oddaným zastáncem Maximiliena Robespierra. Oba muži byli krajané. V září 1793 se Le Bas stal členem Výboru pro všeobecnou bezpečnost.
Když v říjnu 1793 Louis Antoine de Saint-Just, pověřený Konventem zlepšit bezútěšnou situaci rýnské armády, hledal pro tento úkol spolupracovníka, doporučil ho Robespierre. Oba zástupci lidu odváděli svou práci velmi konstruktivně až do konce roku a totéž učinili se Severní armádou v roce 1794, čímž významně přispěli k vítězství v bitvě u Fleurusu.
Le Basova kariéra skončila Thermidorským převratem (27. července 1794). Konvent nařídil jeho zatčení spolu s Robespierrem, Saint-Justem, Couthonem a Robespierrovým mladším bratrem Augustinem. Vězni byli opět osvobozeni a nakonec se sešli na pařížské radnici. Když Konventem vyslané jednotky Národní gardy pod vedením Barrase dorazily 10. thermidoru na radnici ve 2 hodiny ráno, Le Bas se zastřelil z pistole. Jeho přítel Louis Antoine de Saint-Just pak hlídal jeho tělo, dokud nebyl zatčen a  o několik hodin později popraven gilotinou, čemuž se Le Bas snažil vyhnout výstřelem z pistole.
Philippe-François-Joseph Le Bas byl ženatý s Elisabeth Duplay, dcerou Maurice Duplaye, u kterého bydlel Robespierre v rue Honoré. Z tohoto manželství vzešel Philippe Le Bas (1794–1860), který se později stal prezidentem Francouzského institutu.